# Fläcksjön
Fläcksjön är en sjö i Sala kommun i Västmanland och ingår i Norrströms huvudavrinningsområde. Sjön har en area på 5,42 kvadratkilometer och ligger 57 meter över havet. Fläcksjön ligger i Fläcksjön Natura 2000-område och skyddas av habitat- och fågeldirektivet. Sjön avvattnas av vattendraget Svartån. Vid provfiske har bland annat abborre, björkna, braxen och gers fångats i sjön.
Sjöns ursprungliga namn var Flattian ("den flata sjön").
Fläcksjön är känd för sitt betydande fågelliv. Vid sjön ligger Fläckebo kyrka.

## Delavrinningsområde
Fläcksjön ingår i delavrinningsområde (663813-152922) som SMHI kallar för Utloppet av Fläcksjön. Medelhöjden är 70 meter över havet och ytan är 33,88 kvadratkilometer. Räknas de 26 avrinningsområdena uppströms in blir den ackumulerade arean 508,63 kvadratkilometer. Svartån som avvattnar avrinningsområdet har biflödesordning 2, vilket innebär att vattnet flödar genom totalt 2 vattendrag innan det når havet efter 157 kilometer. Avrinningsområdet består mestadels av skog (45 procent) och jordbruk (24 procent). Avrinningsområdet har 5,15 kvadratkilometer vattenytor vilket ger det en sjöprocent på 15,2 procent.

## Skogsbranden i Västmanland 2014
Skogsbranden i Västmanland 2014 uppstod den 31 juli 2014 på ett kalhygge söder om Öjesjön mellan Fläcksjön och Seglingsberg. Fläcksjön användes som vattentäkt för det akuta brandbekämpningsarbetet, bland annat för vattenbombare för vattenbegjutning från luften den 7 augusti.

## Fisk
Vid provfiske har följande fisk fångats i sjön:
- Abborre
- Björkna
- Braxen
- Gärs
- Gädda
- Löja
- Mört
- Sarv
- Sutare